# Leuctra mortoni
Leuctra mortoni is een steenvlieg uit de familie naaldsteenvliegen (Leuctridae). De wetenschappelijke naam van de soort is voor het eerst geldig gepubliceerd in 1899 door Kempny.